# Jiří Horčička
Jiří Horčička (27. března 1927 Karlovy Vary – 27. března 2007 Praha) byl režisér Českého rozhlasu.
S rozhlasovou prací začal už v roce 1937 jako dětský herec v souboru režiséra Miloslava Dismana, který se stal jeho prvním učitelem.
Po válce začal studovat režii na nově vzniklé Divadelní fakultě AMU u E. F. Buriana, studium však nedokončil a v říjnu 1948 nastoupil do svého jediného celoživotního zaměstnání jako režisér Československého rozhlasu.

## Rozhlasové režie
- 1956 Marie Kubátová: Jak přišla basa do nebe – Báchorka na motivy krkonošských poudaček a písní. Osoby a obsazení Tuláček (Stanislav Neumann), Józa (Vladimír Brabec), Anče (Luba Skořepová), Dontouka (Jaroslava Vacková), Smrt (Julie Charvátová), Pekelný pan rada (Oldřich Musil), Franc (František Filipovský), Marbuel (Vladimír Řepa), Anciáš (Otto Motyčka), Svatý Petr (Antonín Zíb), Muzikantská duše (František Kovářík), krancák (Václav Trégl) a další.
- 1958 Karel Čapek: Válka s Mloky - rozhlasová dramatizace Jaroslavy Strejčkové proslulého utopického románu. Osoby a obsazení: autor (Karel Höger), kapitán van Toch (Jan Pivec), vrátný Povondra (Rudolf Deyl ml.), pan Bondy (Bedřich Veverka), Greggs, ošetřovatel v ZOO (Rudolf Hrušínský), Jensen, námořník (František Kreuzmann), Dinge, námořník (František Filipovský) a další.
- 1962 Rudyard Kipling: Jsme jedné krve ty i já dvoudílná rozhlasová hra na motivy románu Knihy džunglí, na základě překladu Zdeňka Hobzíka a Jana Beránka napsala Jaroslava Strejčková.
- 1963 Rudyard Kipling: Člověk jde k lidem dvoudílná rozhlasová hra na motivy románu Knihy džunglí na základě překladu Zdeňka Hobzíka a Jana Beránka napsala Jaroslava Strejčková s verši Ivo Fischera.
- 1964 Ludvík Aškenazy: Bylo to na váš účet. Původní rozhlasová hra na motivy Aškenazyho povídky "Vajíčko". Osoby a obsazení: úředník (Karel Höger), Járínek (Vladimír Brabec), Hanička (Jana Drbohlavová), teta Anna (Jaroslava Adamová), Willy (Rudolf Hrušínský), pan Kohoutek (Valtr Taub), maminka (Marie Vášová), Jindra Holmanová, Věra Labská (telefonistky).
- 1966 Miloslav Stehlík: Linka důvěry. Osoby a obsazení: Marie (Dana Medřická), Karásek (Petr Haničinec), Loubal (Čestmír Řanda), paní s fenkou (Růžena Lysenková), Nováková (Jaroslava Adamová), solidní pán (Valtr Taub), profesor (Martin Růžek), těhotná (Gabriela Vránová), holčička (Ivana Kučerová), kluk (Pavel Koukol) , Jana (Jana Drbohlavová), Velichová (Olga Scheinpflugová).
- 1967 Peter Karvaš: Sedm svědků. osoby a obsazení: starší vyšetřující (Rudolf Hrušínský starší), mladší vyšetřující (Rudolf Jelínek), příslušník bezpečnosti (Ladislav Kazda), první svědek (Jaroslav Kepka), druhý svědek (Jaroslav Marvan), třetí svědek (Radoslav Brzobohatý), čtvrtý svědek (Vladimír Brabec), pátý svědek (Jan Tříska), šestý svědek (Karel Höger) a sedmá svědkyně (Dana Medřická)
- 1972 Nikolaj Vasiljevič Gogol: Revizor. Překlad: Bohumil Mathesius, rozhlasová úprava: Kristián Suda, dramaturgie: Jaroslava Strejčková, hudba Josef Pech, režie Jiří Horčička. Osoby a obsazení: Chlestakov (Václav Postránecký), policejní direktor (Martin Růžek), jeho žena (Jarmila Krulišová), jeho dcera (Růžena Merunková), školní inspektor (Václav Vydra), Zemljanika (Čestmír Řanda), sudí (Eduard Dubský), poštmistr (Oldřich Musil), Dobčinský (Zdeněk Dítě), Bobčinský (Vladimír Hlavatý), inspektor (Josef Patočka), strážník Děržimorda (Svatopluk Skládal), sluha Osip (Bohumil Bezouška), Miška (Ladislav Kazda) a další.Nahrávka vyšla rovněž na CD.[4]
- 1973 Emil Vachek: Zlá minuta – inspektor Klubíčko vyšetřuje vraždu mladé služky. Rozhlasová úprava Lya Říhová. Dramatizace Jindřich Černý. Dramaturg Jaromír Ptáček. Režie Jiří Horčička. Osoby a obsazení: inspektor Klubíčko (Bohuš Záhorský), Maxant (Jaroslav Kepka), komisař Březina (Zdeněk Řehoř), řidič (Jaroslav Moučka), paní (Jaroslava Drmlová), Koníček (Ferdinand Krůta), doktor Ďablic (Martin Růžek) a domovnice (Ludmila Roubíková)[5]
- 1974 Mirko Stieber: Dva,  dramaturgie: Jaroslava Strejčková, osoby a obsazení: Paganini (Zdeněk Martínek), Frištenský (Čestmír Řanda), Jana (Jaroslava Pokorná), Marek (Viktor Preiss), Kapitán SS (Bohumil Švarc), Kozáček (Jan Teplý), 1. ošetřovatel (Ladislav Šimek), 2. ošetřovatel (Ladislav Kazda), Královna ze Sáby (Vlasta Jelínková), Napoleon (Jiří Suk), Stařec (Vladimír Huber), Hlas blázna (Artur Šviha) a Hlas blázna (Věra Havlatová)
- 1986 Theodore Dreiser: Americká tragédie,  dvoudílná četba na pokračování, Československý rozhlas Praha: dramatizace: Jan Strejček, překlad: Jiří Valja a Zdeněk Urbánek, hudba:Vladimír Popelka, režie: Jiří Horčička. Osoby a obsazení: Clydův průvodce (Viktor Preiss), Clyde Griffiths (Svatopluk Skopal), Roberta Aldenová (Helena Friedrichová), Sondra Finchleyová (Jarmila Švehlová), Samuel Griffiths (Rudolf Hrušínský), Gilbert Griffiths (Pavel Soukup), Mason, prokurátor (Eduard Cupák), Belknap, obhájce (Miroslav Moravec), Jephson, obhájce (Vladimír Brabec), matka (Blanka Bohdanová), Esta, sestra Clydova (Soňa Dvořáková), Bertina, přítelkyně Sondry (Jana Špaňurová), Stuart (Aleš Procházka), hlas v telefonu (Ladislav Kazda), soudce (Jan Teplý) a Zilla, zapisovatelka (Karolina Fridecká).
- 1987 Edvard Radzinskij: Lunin aneb Jakubova smrt zaznamenaná v přítomnosti pána, hráli: Michail Sergejevič Lunin (Eduard Cupák), Ona (Jana Hlaváčová), Grigorjev (Svatopluk Skopal), důstojník (Vladimír Brabec), důstojník (Miroslav Moravec), Car (Luděk Munzar), Baranov (Jaroslav Moučka), Rodionov (Oldřich Vlach), písař (Jan Faltýnek), překlad: Jana Klusáková.[6]
- 1988 Karel Čapek: Továrna na absolutno, rozhlasová dramatizace Čapkova antiutopistického románu o hrozbách nekontrolovaného pokroku, fanatismu a lidském svědomí. Dramatizace Jan Pišta. Hudební improvizace Jiří Strohner. Dramaturg Pavel Minks. Režie Jiří Horčička. Osoby a obsazení: Vypravěč (Vladimír Brabec), ing. Rudolf Marek, vynálezce (Rudolf Hrušínský), G. H. Bondy, průmyslník (Jiří Adamíra), Elen Machátová, jeho snoubenka (Gabriela Vránová), Msgre Linda, světící biskup (Petr Haničinec), Dr. Hubka (Ilja Racek), Rosenthal, člen správní rady záv. MEAS (Jiří Holý), Machát, člen správní rady záv. MEAS (Zdeněk Řehoř), Koťátko, centrální ředitel (Jan Přeučil), Kuzenda, strojník (Vlastimil Brodský), Brych, zámečník (Jaroslav Moučka), Pepouš ze Štěchovic (Jiří Lábus), Maruška ze Štěchovic (Lenka Termerová), Pan Hudec (Bohumil Bezouška), pekař (Ladislav Šimek), hajný (Steva Maršálek), Hruška, četník (Jan Skopeček) a další. Dvoudílná rozhlasová dramatizace: díl I. Inzerát, díl II. Největší válka.[7]
- 1995 Ondřej Neff: Dvacet tisíc mil pod mořem, pětidílná rozhlasová dramatizace románu Julesa Verna, překlad: Benjamin Jedlička, dramaturgie Ivan Hubač, režie Jiří Horčička, hráli: František Němec, Ivan Řezáč, Pavel Rímský, Radoslav Brzobohatý, Ilja Racek, Martin Štěpánek a Pavel Soukup[8]
- 1999 Selma Lagerlöfová: Poklad pana Arna, překlad: Jindra Kopecká, dramatizace: Zuzana Bohdanecká[9]
- 1999 Herman Melville: Billy Budd, rozhlasová úprava: Ivan Hejna, hudba: Petr Mandel, dramaturgie: Václava Ledvinková, režie: Jiří Horčička, hráli: poručík (Ivan Trojan), Billy Budd (Svatopluk Skopal), Olaf Anderson zvaný Dán (Petr Haničinec), dále účinkují Petr Pelzer, Martin Zahálka, Jan Vlasák, Ivan Řezáč, Antonín Molčík, Jan Skopeček, Zdeněk Maryška, Jan Kukla, Aleš Procházka, Tomáš Pavelka a Tomáš Racek.[10]

## Ocenění
- medaile Za zásluhy  1. stupeň (2007)